# Dale K. Van Kley
Dale K. Van Kley, né le 31 juillet 1941 et mort le 14 mars 2023,, est un historien américain et professeur émérite d'histoire moderne à l'Université d'État de l'Ohio.

## Biographie
Van Kley est l'auteur de nombreux livres et articles et a enseigné et mené des recherches en Amérique du Nord et en Europe. Il est surtout connu pour son livre primé : Les Origines religieuses de la Révolution française : de Calvin à la Constitution Civile, 1560-1791 (1996, trad. fr. 2002).
La majeure partie de son travail s'est concentrée sur les contributions que la théologie augustinienne a apportées aux concepts de liberté qui sous-tendent la philosophie des Lumières et qui ont éclairé la Révolution française.
En avril 2005, Shanti Singham de Williams College a présenté un article à l'Université d'État de l'Ohio soutenant le point de vue de Van Kley dans un débat historiographique sur les origines religieuses de la Révolution française, débattu principalement entre lui et Catherine Maire.

### Livres
- (en) The Damiens Affair and the Unravelling of the Old Regime, 1750-1770 (L'affaire Damiens et le démantèlement de l'Ancien Régime, 1750-1770), Princeton, Princeton University Press, 1984.
- (en) The French Idea of Freedom: The Old Regime and the French Declaration of Rights of 1789 (La conception française de la Liberté : l'Ancien Régime et la Déclaration française des Droits de 1789), Stanford University Press, 1994. (éditeur)
- (en) The Religious Origins of the French Revolution: From Calvin to the Civil Constitution, 1560-1791, New Haven, Yale University Press, 1996.
  - (fr) Traduction française : Les Origines religieuses de la Révolution française : de Calvin à la Constitution Civile, 1560-1791, Paris, Le Seuil, 2002.

### Articles (sélection)
- (en) “Church, State, and the Ideological Origins of the French Revolution: The Debate over the General Assembly of the Gallican Clergy in 1765” (L'Église, l'État et les origines idéologiques de la Révolution française : Le débat sur l'Assemblée générale du clergé gallican en 1765) in The Journal of Modern History, Vol. 51, N° 4, décembre 1979.
- (en) Dale K. Van Kley, « Church and Community in the Diocese of Lyon, 1500-1789 by Philip T. Hoffman », Journal of Interdisciplinary History (en), JSTOR, vol. 16, no 3,‎ 1986, p. 520-523 (DOI 10.2307/204513, lire en ligne). (Recension)
- (en) “The Estates General as Ecumenical Council: The Constitutionalism of Corporate Consensus and the 'Parlement's' Ruling of September 25, 1788” (Les États généraux en tant que Conseil œcuménique : Le constitutionnalisme du consensus des entreprises et la décision du "parlement" du 25 septembre 1788) in The Journal of Modern History, Vol. 61, N° 1, mars 1989.
- (fr) « Du parti janséniste au parti patriote » in Chroniques de Port-Royal, N° 39, 1990, p. 115-130.
- (en) “Pure Politics in Absolute Space: The English Angle on the Political History of Prerevolutionary France” (La pure politique dans l'espace absolu : L'angle anglais sur l'histoire politique de la France prérévolutionnaire) in The Journal of Modern History Vol. 69, N° 4, décembre 1997.
- (en) “Christianity as Casualty and Chrysalis of Modernity: The Problem of Dechristianization in the French Revolution” (Le christianisme, victime et chrysalide de la modernité : Le problème de la déchristianisation dans la Révolution française) in The American Historical Review, 108 (4) (octobre 2003), p. 1081-1104.
- (en) “Religion and the Age of 'Patriot' Reform” (La religion et l'âge de la réforme "patriote") in The Journal of Modern History, Vol. 80, N° 2, juin 2008.